# أونتاريو لاكوس
أونتاريو لاكوس (باللاتينية: Ontario Lacus) هي بحيرة مكونة من الميثان والإيثان والپروپان قريبة من القطب الجنوبي لقمر زحل تيتان. تم تأكيد طبيعتها كبحيرة هيدروكربونية. من خلال رصد المسبار الفضائي كاسيني، ونُشر في 31 يوليو 2008 في طبعة نيتشر. بحيرة أونتاريو تبلغ مساحتها حوالي 15,000 كيلومتر مربع (5,800 ميل مربع)، وهي أصغر بحوالي 20% من البحيرة الأرضية التي تحمل الاسم ذاته بحيرة أونتاريو في أمريكا الشمالية، وفي أبريل 2012 تم الإعلان أنها قد تكون أشبه بالطين أو الملح.

## وصلات خارجية
- NASA/JPL videos describing recent discoveries about Ontario Lacus
- Staff (3 أغسطس 2008). "Titan's Ethane Lake". Astrobiology Magazine. مؤرشف من الأصل في 2010-03-13. اطلع عليه بتاريخ 2008-08-05.